# Jill Johnson
Jill Anna Maria Johnson (født Johnsson; 24. maj 1973 i Ängelholm i Sverige) er en svensk country- og popsangerinde og sangskriver. I 1996 indspillede hun en dansk-svensk duet med det danske band Nikolaj & Piloterne. Hun deltog ved Melodifestivalen 1998 med vindersangen "Kärleken är", og repræsenterede Sverige ved Eurovision Song Contest 1998 med selvsamme sang, der endte på en 10. plads med 53 point. I 2003 deltog hun igen ved Melodifestivalen med "Crazy in Love", der blev nummer fire i finalen. Hun var tv-vært ved Melodifestivalen 2005. Johnson er i dag én af de mest succesrige sangere i Sverige, med adskillige guld- og platinumsælgende albums.

## Diskografi
- 1996 - Sugartree
- 1998 - När hela världen ser på
- 2000 - Daughter of Eve
- 2001 - Good Girl
- 2003 - Discography 1996-2003
- 2004 - Roots and Wings
- 2005 - Being Who You Are
- 2005 - The Christmas In You
- 2007 - Music Row
- 2008 - Baby Blue Paper
- 2009 - Music Row II
- 2010 - The Well-Known And Some Other Favourite Stories
- 2010 - Baby Blue Paper Live
- 2011 - Flirting With Disaster
- 2011 - Välkommen jul
- 2012 - A Woman Can Change Her Mind
- 2013 - Duetterna
- 2014 - Livemusiken från Jills veranda
- 2014 - Songs for Daddy